# Kaysville
Kaysville ist eine Stadt im Davis County des US-Bundesstaates Utah. Die Stadt ist Teil der Metropolregion Ogden-Clearfield. Das U.S. Census Bureau hat bei der Volkszählung 2020 eine Einwohnerzahl von 32.945 ermittelt.

## Geschichte
Kurz nach der Ankunft der Siedler der Kirche Jesu Christi der Heiligen der Letzten Tage im Jahr 1847 wurde das Gebiet von Kaysville, das ursprünglich als Kay’s Creek oder Kay’s Ward bekannt war, im Jahr 1850 von Hector Haight als landwirtschaftliche Gemeinde besiedelt. Er war nach Norden geschickt worden, um Futter für das Vieh zu finden, und baute bald darauf eine Hütte und brachte seine Familie mit, um das Gebiet zu besiedeln. Farmington beansprucht ebenfalls Hector Haight als seinen ursprünglichen Siedler. Zwei Meilen nördlich von Haights ursprünglicher Siedlung errichtete Samuel Holmes 1849 eine Hütte und bald darauf kamen weitere Siedler aus Salt Lake hinzu.
Obwohl die Besiedlung in den 1840er Jahren begann, hängt der Name Kaysville damit zusammen, dass William Kay 1851 von Brigham Young und Heber C. Kimball zum Bischof in der Nähe ernannt wurde.
Nach dem Umzug nach Süden im Jahr 1858 (siehe Utah-Krieg) gab es den Versuch, die Gemeinde in Freedom umzubenennen, aber Brigham Young überzeugte die Bewohner, den alten Namen beizubehalten.
Im Jahr 1868 wurde Kaysville als erste Stadt im Davis County gegründet.

## Demografie
Nach einer Schätzung von 2019 leben in Kaysville 32.118 Menschen. Die Bevölkerung teilt sich auf in 92,3 % nicht-hispanische Weiße, 2,4 % Afroamerikaner, 0,4 % indianischer Abstammung, 1,0 % Asiaten, 0,4 % Ozeanier, 0,4 % Sonstige und 0,5 % mit zwei oder mehr Ethnizitäten. Hispanics machten 4,6 % der Bevölkerung aus. Das mittlere Haushaltseinkommen lag 2017 bei 104.519 US-Dollar und die Armutsquote bei 3,5 %.

## Söhne und Töchter der Stadt
- Henry H. Blood (1872–1942), Politiker und Gouverneur von Utah
- Floyd Gottfredson (1905–1986),  Cartoonist, Zeichner und Texter von Comics sowie Maler
- Rob Bishop (* 1951), Politiker